# Sociale angststoornis
Een sociale angststoornis is een psychische aandoening. In de DSM-5 is deze ingedeeld bij de angststoornissen. Iemand die aan deze stoornis lijdt, heeft angst, grote onzekerheid en verlegenheid voor alledaagse sociale interacties en gebeurtenissen, bijvoorbeeld feestjes, vergaderingen en soms telefoneren of boodschappen doen. Er kan sprake zijn van angst voor afwijzing, commentaar, kritiek, pesten en uitlachen. Naast algemene sociale angststoornis bestaan er specifieke vormen als bloosangst, plasangst en (angst om te) stotteren.

## Omschrijving
Een sociale angststoornis is een overweldigende angst die in extreme gevallen zorgt dat de patiënt thuisblijft en gedurende lange perioden geïsoleerd leeft. Wie lijdt aan de sociale angststoornis, is overdreven bang voor beoordeling, voelt zich in de gaten gehouden en mogelijk vernederd door zijn/haar acties, gedrag of voorkomen. De sociale angststoornis moet niet worden verward met een paniekstoornis. Lijders aan een paniekstoornis zijn ervan overtuigd dat hun paniek een fysieke oorzaak heeft. Na een paniekaanval gaan ze vaak naar een ziekenhuis of bellen een ambulance. Mensen met de sociale angststoornis hebben soms ook een paniekaanval, maar ze zijn zich ervan bewust dat ze een irrationele angst ervaren. Slechts weinig mensen met de sociale angststoornis gaan vrijwillig naar een ziekenhuis, omdat ze bang zijn afgewezen of negatief beoordeeld te worden door gezaghebbende mensen (bijvoorbeeld de medische staf). De interactie met gezaghebbende personen is voor hen bijzonder moeilijk, net als telefoneren, afspraakjes, feestjes en sollicitatiegesprekken.

## Onderzoeken
Uit onderzoek blijkt dat mensen met de sociale angststoornis, net als mensen met een ontwijkende persoonlijkheidsstoornis, zeer veel aandacht hebben voor hun eigen reacties in het sociale verkeer. Ze letten echter minder op de reacties van hun omgeving, wat bij de ontwijkende persoonlijkheidsstoornis wel het geval is.
Uit erfelijkheidsonderzoek blijkt dat de kans op het ontwikkelen van een sociale angststoornis driemaal groter wordt bij familieleden van een patiënt met sociale angststoornis. Ook blijkt uit onderzoek in het Leids Universitair Medisch Centrum dat bepaalde hersengebieden en neurotransmittersystemen in de hersenen betrokken zijn bij sociale angststoornis.

## DSM-5-classificatie
De sociale angststoornis werd voor de DSM-IV nog niet gediagnosticeerd als zelfstandige stoornis, eerder werd de aandoening gezien als uiting van andere problemen. De DSM-5 geeft de volgende criteria voor de sociale angststoornis:
- A. Een duidelijke en aanhoudende angst voor een of meer sociale omstandigheden waarin de persoon te maken heeft met onbekende mensen of mogelijke kritiek. De persoon is bang dat hij/zij zich zal gedragen op een manier (of angstsymptomen vertoont) die vernederend of gênant is. N.B.: Bij kinderen moet er bewijs bestaan dat ze voor hun leeftijd normale relaties met bekenden onderhouden en de angst moet zich voordoen als het kind zich onder leeftijdgenoten bevindt, niet alleen in contacten met volwassenen.
- B. Blootstelling aan een gevreesde sociale situatie roept bijna altijd angst op, die vorm kan krijgen als een situatiegebonden paniekaanval. N.B.: Bij kinderen kan de angst zich uiten als huilen, woede-uitbarstingen, verstijving en zich terugtrekken uit een sociale situatie met onbekende mensen.
- C. De persoon is zich ervan bewust dat de angst overdreven of onredelijk is. N.B.: Bij kinderen kan dit criterium ontbreken.
- D. De persoon vermijdt de gevreesde sociale situatie of neemt deel met intense angst of spanning.
- E. De vermijding, de angstige verwachting of de spanningen voor de gevreesde sociale situatie belemmeren in ernstige mate de dagelijkse handelingen, het beroepsmatig functioneren (of studie of school), sociale activiteiten of relaties met anderen of er bestaat een duidelijk lijden door de fobie.
- F. Bij personen onder de achttien jaar is de duur ten minste zes maanden.
- G. De angst of vermijding is niet het gevolg van het innemen van een substantie (bijvoorbeeld drugs of geneesmiddelen) of een somatische aandoening. Wel kunnen ontwenningsverschijnselen van alcohol, drugs, benzodiazepinen en andere stoffen de angst versterken. Er is geen sprake van een andere psychische aandoening (bijvoorbeeld de paniekstoornis met of zonder agorafobie, separatieangst, stoornis van de lichaamsbeleving, een pervasieve ontwikkelingsstoornis of de schizoïde persoonlijkheidsstoornis).
- H. Als er een somatische aandoening of een andere psychische aandoening is gediagnosticeerd, houdt de angst uit criterium A hiermee geen verband, bijvoorbeeld de angst om te stotteren, het beven bij ziekte van Parkinson of abnormaal eetgedrag (anorexia nervosa of boulimia nervosa).

## Gevolgen
Als sociale angststoornis zich uit in de kindertijd, heeft dit negatieve gevolgen voor de sociaal-emotionele ontwikkeling. Het sociale isolement en de eenzaamheid geven een verhoogde kans op eenzaamheid, depressies en in ernstige gevallen zelfmoordgedachten. Soms raakt de cliënt arbeidsongeschikt.